# Wang Jie
Wang Jie, född 4 december 1983 i Xinjiang, är en kinesisk beachvolleybollspelare. Hon blev olympisk silvermedaljör i beachvolleyboll vid sommarspelen 2008 i Peking.